# نيكولاس سيوالد
نيكولاس سيوالد (مواليد 4 مايو 2001) هو لاعب كرة قدم نمساوي يلعب في مركز خط الوسط في نادي ريد بل سالزبورغ.

## وصلات خارجية
- نيكولاس سيوالد على موقع الاتحاد الأوربي (الإنجليزية)
- نيكولاس سيوالد على موقع قاعدة بيانات كرة القدم.إي يو (الإنجليزية)
- نيكولاس سيوالد على موقع ناشيونال فوتبول تيمز (الإنجليزية)
- نيكولاس سيوالد على موقع Soccerway.com (الإنجليزية)
- نيكولاس سيوالد على موقع عالم كرة القدم.نت (الإنجليزية)